# Лас-Педросас
Лас-Педросас (ісп. Las Pedrosas) — муніципалітет в Іспанії, у складі автономної спільноти Арагон, у провінції Сарагоса. Населення — 121 особа (2010).
Муніципалітет розташований на відстані близько 300 км на північний схід від Мадрида, 42 км на північ від Сарагоси.

## Демографія
Динаміка населення (INE ):

## Галерея зображень

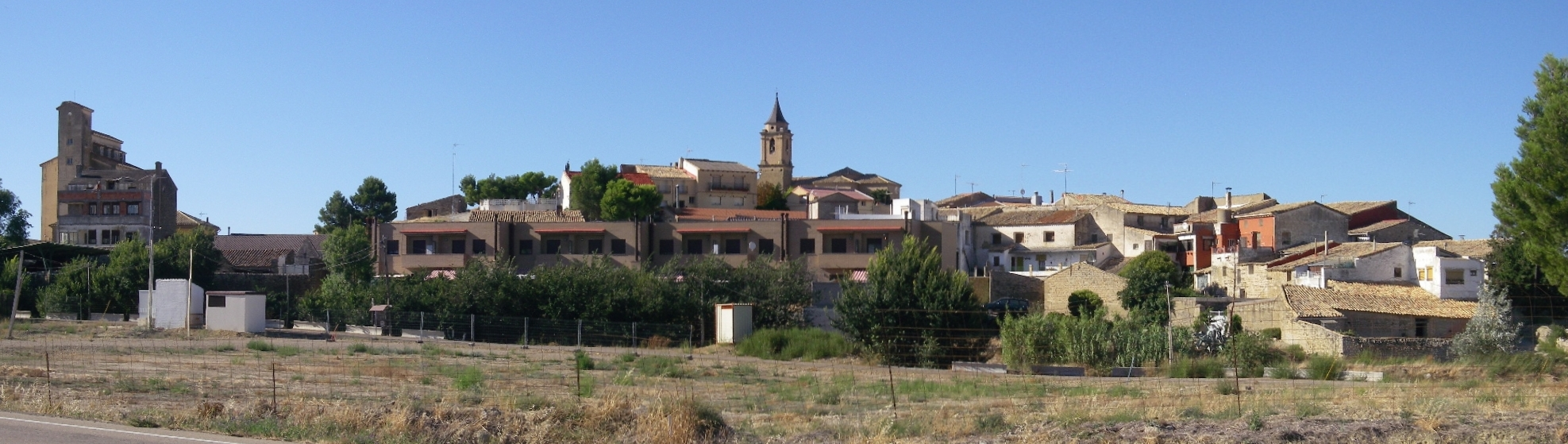
Лас-Педросас